# Fury 325
Fury 325 (da pronunciare Fury 3-2-5) è una montagna russa in acciaio nel parco divertimenti statunitense Carowinds.
È la montagna russa più alta e veloce al mondo con un sistema di risalita a catena, e in generale la quinta più alta e sesta più veloce.